# СР-3 «Вихр»
СР3 «Вихр»  (укр. Вихор) — компактний російський автомат, розроблений в Климовському ЦНИИТОЧМАШ конструкторами А. Д. Борисовим і В. М. Левченко у 1994. Доведений до випуску конструктором А. І. Тишликововим і був запущений в серійне виробництво в 1996. 
Створений на основі безшумного автомата АС «Вал», з яким уніфікований по основних деталях, що позитивно позначається на виробництві та експлуатації зброї.
При використанні спеціальних бронебійних набоїв СП-6 дозволяє успішно вражати противника у бронежилетах 3 класу захисту на відстані до 200 м. Невеликі розміри СР-3 сприяють прихованому носінню.
Пізніше був розроблений модернізований варіант СР-3М, який повинен був об'єднати в собі властивості СР-3, снайперської гвинтівки «Гвинторіз» і автомата АС «Вал».

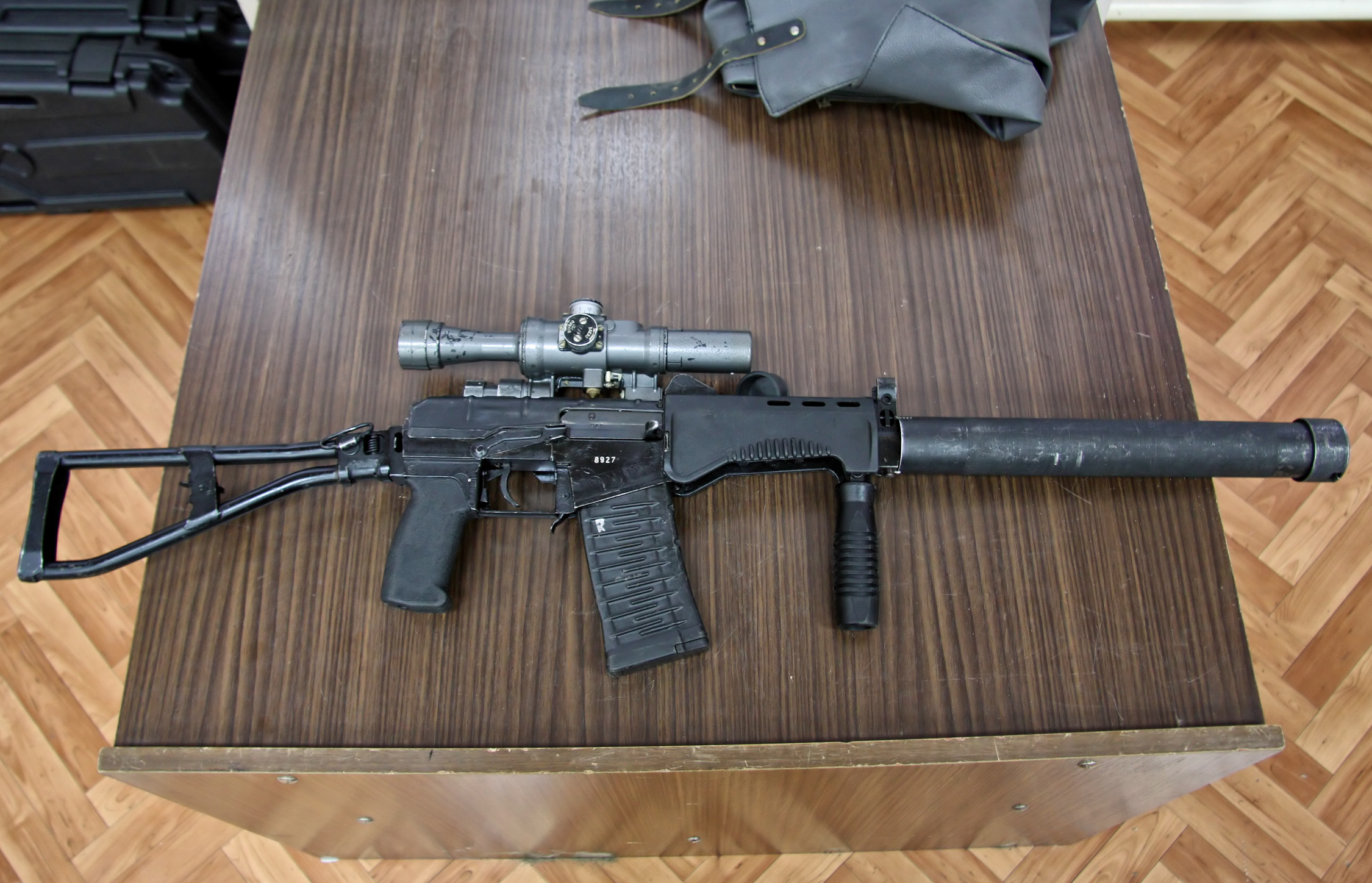
СР-3М

## Конструкція
Будова СР3 в цілому аналогічно АС «Вал»: газовідвідний автомат і замикання ствола затвором на 6 бойових упорів.
Разом з СР3 не може використовуватися глушник.
Ударно-спусковий механізм ударникового типу також аналогічний «Валу» і дозволяє вести вогонь одиночними пострілами і безперервними чергами.
Запобіжник і перемикач вогню розділені: перемикач вогню кнопкового типу розташований за спусковим гачком, а двосторонній запобіжник — на ствольній коробці.
Замість рукоятки затвора над цівкою є два рушії, які відтягуються пальцями. Приклад, який складається, виконаний штампуванням із сталі, а пістолетна рукоятка і цівка — з надміцної пластмаси.
СР3М відрізняється можливістю використання глушника, металевих магазинів на 30 патронів, встановлення оптичних і нічних прицілів, рамковим прикладом, який складається вліво (запозиченим у АС «Вал»), прапорцевим запобіжником, виконаним за типом СВД, новою цівкою і додатковою рукояткою, яка складається.

## Бойове застосування

### Російсько-українська війна
Поблизу населеного пункту Димер на Київщині спецпризначенці ГУР МО України знищили колону Росгвардії. Залишені окупантами в розбитих машинах документи 748 окремого батальйону оперативного призначення Росгвардії (в/ч 6912, м. Хабаровськ) серед яких був атестат з переліком наявної в підрозділі зброї. В переліку було названо, зокрема, гвинтівку ВСС «Винторез», автомати СР.3М та АС «Вал» та набої для них.